# Barn
El barn o barnio (símbolo b) es una unidad de superficie, equivalente a 10−28 m² (100 femtómetros cuadrados). Originalmente utilizada en física nuclear para expresar el área de sección transversal de núcleos y reacciones nucleares, hoy en día es también utilizado en todos los campos de física de alta energía para expresar la sección transversal de cualquier proceso de dispersión, y es mejor entendido como una medida de la probabilidad de interacción entre pequeñas partículas. Un barn es aproximadamente, el área de sección transversal de un núcleo de uranio. El barn, también, es la unidad de área utilizada en resonancia cuádruple nuclear y resonancia magnética nuclear para cuantificar la interacción de un núcleo con un gradiente de campo eléctrico. Mientras que el barn nunca fue una unidad SI, el cuerpo estándar de SI, lo reconoce en su folleto SI 8.º (reemplazado en 2019) debido a su uso en física de partículas.

## Etimología
Durante la investigación del Proyecto Manhatam sobre la bomba atómica durante la Segunda Guerra Mundial, los físicos estadounidenses de la Universidad de Purdue necesitaban un nombre secreto para la unidad con la cual cuantificar el área de sección transversal presentada por un núcleo típico (~10−28 m2) y decidieron llamarlo "barn". Ellos consideraron esto como un objetivo mayor para aceleradores de partículas que necesitaban tener choques directos en núcleos, y los proponentes: físicos Marshall Holloway y Richard Baker, dijeron que la constante "para propósitos nucleares era realmente grande como un granero (ing. barn)". En el modismo americano "no podía golpear el lado amplio de un granero" se refiere a alguien cuyo objetivo es muy malo. Inicialmente, esperaban que el nombre podría oscurecer cualquier referencia al estudio de estructura nuclear, finalmente, la palabra llegó a ser una unidad estándar en física nuclear y de partículas.

## Versiones de prefijo utilizadas comúnmente
| Unidad    | Símbolo | m2    | cm2   |
| --------- | ------- | ----- | ----- |
| megabarn  | Mb      | 10-22 | 10-18 |
| kilobarn  | kb      | 10-25 | 10-21 |
| barn      | b       | 10-28 | 10-24 |
| milibarn  | mb      | 10-31 | 10-27 |
| microbarn | μb      | 10-34 | 10-30 |
| nanobarn  | nb      | 10-37 | 10-33 |
| picobarn  | pb      | 10-40 | 10-36 |
| femtobarn | fb      | 10-43 | 10-39 |
| attobarn  | ab      | 10-46 | 10-42 |
| zeptobarn | zb      | 10-49 | 10-45 |
| yoctobarn | yb      | 10-52 | 10-48 |

## Conversiones
Las secciones transversales calculadas son, a menudo, dadas en términos de gigaelectronvolt al cuadrado inverso (GeV-2), vía la conversión (ħ2c2/GeV2 = 0.3894 mb = 38940 am2).
En unidades naturales (donde ħ = c = 1), esto se simplifica a (GeV−2 = 0.3894 mb = 38940 am2).
| barn        | GeV-2              |
| ----------- | ------------------ |
| 1 mb        | 2.56819 GeV−2      |
| 1 pb        | 2.56819×10−9 GeV−2 |
| 0.389379 mb | 1 GeV−2            |
| 0.389379 pb | 1×10−9 GeV−2       |

## Unidades SI con prefijo
En el SI, uno puede utilizar unidades tales como femtometros cuadrados (fm2). La unidad con prefijo SI más común para el barn es el femtobarn, la cual es igual a un décimo de zeptometro cuadrado. Varios documentos científicos que discuten física de alta energía mencionan cantidades de fracciones de nivel de femtobarn.
| SI    | barns |
| ----- | ----- |
| 1 pm2 | 10 kb |
| 1 fm2 | 10 mb |
| 1 am2 | 10 nb |
| 1 zm2 | 10 fb |
| 1 ym2 | 10 zb |
| 1 rm2 | 10 rb |

| Barns | SI                   | Otros nombres |
| ----- | -------------------- | ------------- |
| 1 b   | 100 fm2              |               |
| 1 cb  | 1 fm2                |               |
| 1 mb  | 0.1 fm2 = 100000 am2 |               |
| 1 μb  | 100 am2              | Outhouse      |
| 1 nb  | 0.1 am2 = 10000 zm2  |               |
| 1 pb  | 100 zm2              |               |
| 1 fb  | 0.1 zm2 = 100000 ym2 |               |
| 1 ab  | 100 ym2              |               |
| 1 zb  | 0.1 ym2 = 100000 rm2 |               |
| 1 yb  | 100 m2               | Shed          |

## Femtobarn inverso
El femtobarn inverso (fb−1) es la unidad típicamente utilizada para medir el número de eventos de colisión de partículas por femtobarn en objetivo de sección transversal, y es la unidad convencional para la luminosidad de tiempo integrada. Así, si un detector hubo acumulado 100 fb−1 de luminosidad integrada, uno espera encontrar 100 eventos por femtobarn de sección transversal entre estos datos.
Considere un acelerador de partículas en el cual dos chorros de partículas, con áreas de sección transversal medidas en femtobarns, son dirigidos a colisionar sobre un período de tiempo. El número total de colisiones será directamente proporcional a la luminosidad de las colisiones sobre este tiempo. Entonces, el conteo de colisiones puede ser calculado al multiplicar la luminosidad integrada por la suma de sección transversal para esos procesos de colisión. Este conteo es entonces expresado como femtobarn inversos para el período de tiempo (por ejemplo, 100 fb−1 en nueve meses). Los femtobarns inversos son, a menudo, citados como una indicación de la productividad del colisionador de partículas.
El Fermilab produjo 10 fb−1 en la primera década del siglo XXI. Al Tevatron de Fermilab le tomó cerca de 4 años para alcanzar 1 fb−1 en 2005, mientras que dos de los experimentos LHC del CERN: ATLAS y CMS, alcanzaron sobre 5 fb−1 de datos de protón-protón, solamente, en 2011. En abril del 2012, el LHC alcanzó la energía de colisión de 8 TeV con una luminosidad pico de 6760 microbarns inversos por segundo, para mayo del 2012, el LHC entregó 1 femtobarn inverso de datos por semana para cada colaboración detectora. Un récord de sobre 23 fb−1 fue alcanzado durante el 2012. Para noviembre del 2016, el LHC ha alcanzado 40 fb−1 sobre ese año, significativamente, excediendo el objetivo planteado de 25 fb−1. En total, la segunda corrida del LHC ha entregado alrededor de 150 fb−1 para ambos: ATLAS y CMS entre 2015-2018.

### Ejemplo de uso
Como un ejemplo simplificado, si una haz-línea corre por 8 horas (28 800 segundos) a una luminosidad instantánea de 300×1030 cm−2⋅s−1 = 300 μb−1⋅s−1, entonces, recolectará datos totalizando una luminosidad integrada de 8640000 μb−1 = 8.64 pb−1 = 0.00864 fb−1, durante este período. Si esto es multiplicado por la sección transversal, entonces, un número adimensional es obtenido, igual al número de eventos dispersos esperados.